# Ambrosius Ehinger
Ambrosius Ehinger, auch Dalfinger, Alfinger, Thalfinger, (* vor 1500 in Thalfingen; † 31. Mai 1533 bei Chinácota, Kolumbien) war ein deutscher Konquistador und der erste Statthalter von Klein-Venedig. Der 1990 verstorbene Wirtschaftshistoriker Hermann Kellenbenz bezweifelte allerdings, dass Ambrosius Dalfinger zur Familie Ehinger gehörte, bzw. dass es einen Ambrosius Ehinger überhaupt gab.

## Leben
Ambrosius Ehinger (bzw. Dalfinger, Alfinger oder Thalfinger) wurde vermutlich vor 1500 in Thalfingen bei Ulm oder in Konstanz geboren. Über seine Herkunft und sein früheres Leben ist wenig bekannt, vermutlich entstammt er dem gleichnamigen Ulmer Patriziergeschlecht. 1527 drängte er die Welser zur Gründung ihrer Kolonie in Venezuela (dt. Klein-Venedig). Die Welser bestimmten ihn zum ersten Gouverneur (Statthalter) von Klein-Venedig. Sein Stellvertreter war der Spanier Luis González de Leyva, der später von Nikolaus Federmann abgelöst wurde.
Im Oktober 1528 erreichte eine von Ambrosius Dalfinger geführte Flotte die Insel Hispaniola. Mit 281 Kolonisten segelte Dalfinger weiter nach Venezuela. Als er landete, standen bereits einige Hütten in der kleinen Siedlung Coro. Um Coro fand Alfinger mit seinen Bergleuten weder Gold noch Silber.
Im August 1529 machte er von Coro aus seine erste Expedition nach Westen zum Maracaibo-See. Dort kam es zu blutigen Schlachten mit den Ureinwohnern, den Coquibacoa. Nach einem Sieg gründete Ambrosius Dalfinger am 8. September 1529 Neu-Nürnberg an der Stelle des späteren Maracaibo. Maracaibo ist der Name des in der Schlacht gefallenen Herrschers der Coquibacoa.
Fieberkrank kam Ambrosius Ehinger wieder in Coro an. Bevor er nach Hispaniola ging, um die Malaria-Krankheit auszukurieren, übergab er am 30. Juli 1530 seinem Stellvertreter Nikolaus Federmann die Vollmacht über Venezuela.
Am 1. September 1531 begab sich Ambrosius Ehinger mit 40 Reitern, 130 Fußsoldaten und einigen Eingeborenen auf seine zweite Expedition zu einem sagenhaften Goldland (Eldorado) im Westen. Sie überquerten das Oca-Gebirge, kamen über Valledupar, entlang dem Río Cesar, schließlich zur Lagune von Zapatosa. Dort hielt sich die Expedition etwa drei Monate auf, dann ging es weiter nach Süden. Hier trafen sie auf Widerstand der Eingeborenen, und so marschierten sie nach Osten, entlang des Río Lebrija. Im Bergland stießen sie auf Krieger, die die Truppe attackierten. Da es kaum Nahrung gab, begannen die Männer ihre Bluthunde und später ihre Pferde zu schlachten. Zusätzlich erfroren etwa 105 Eingeborene, die an das kalte Klima nicht gewöhnt waren. Ambrosius Ehinger gründete kurz darauf, 1532, den Ort Silos („Getreidelager“). Danach machten sich die Konquistadoren auf den Heimweg, doch am 27. Mai 1533 wurden sie von Chitareros angegriffen. Ambrosius Ehinger und der Hauptmann Estéban Martín flohen in eine nahe liegende Schlucht, wo sie von weiteren Gegnern mit Pfeilen attackiert wurden. Ein Pfeil traf Ehingers Hals. Nachdem seine Gefolgsleute die Eingeborenen in die Flucht jagten, begann das Pfeilgift zu wirken. Der Augustinerpater Vicente de Requejada nahm ihm die Beichte ab. Vier Tage später, am 31. Mai 1533, starb Ambrosius Ehinger. Seine Leute begruben ihn und kehrten nach Coro zurück.

## Nachleben
Um die Wende vom 19. zum 20. Jahrhundert wurde Alfinger von Geschichtsschreibern wie Hermann Schumacher und Konrad Haebler zu einer wichtigen Figur für die deutsche Geschichte stilisiert.
Im Rahmen der Feierlichkeiten zum 492-jährigen Gründungsjubiläum der Stadt Maracaibo wurden die sterblichen Überreste und Kenotaphe von Ambrosius Alfinger, die sich in Chinácota im Departamento de Norte de Santander (Kolumbien) befunden hatten, auf den Friedhof „El Cuadrado“ der Grafen von Luxburg, Fürsten zu Carolath-Beuthen und Prinzen von Schoenaich-Carolath (Kurzname: „El Cuadrado Luxburg-Carolath“) in Maracaibo überführt.

## Film
- Gisela Graichen, Michael Tauchert: Schliemanns Gold – Das Gold der Konquistadoren. D, 2005